# Karl Leisner
Karl Leisner (Rees, 28. veljače 1915. – Planegg, 12. kolovoza 1945.) bio je njemački katolički svećenik, blaženik i mučenik. Javno je kritizirao nacizam, zbog čega je bio zatočenikom koncentracijskih logora Sachsenhausen i Dachau. Blaženik je Katoličke Crkve.

## Životopis
Tijekom Drugoga svjetskog rata postao je gorljivi kritičar Adolfa Hitlera, zbog čega ga je 9. studenog 1939. uhitio Gestapo. Zatvoren je u logoru Sachsenhausen, a zatim u Dachau. Biskup Gabrielo Piguet zaredio ga je 17. prosinca 1944. za svećenika. Tada je već patio od tuberkuloze. Dana 4. svibnja 1945., nakon što je Američka vojska oslobodila logor, odveden je u sanatorij u Planegg, gdje je umro tri mjeseca kasnije na glasu svetosti. Pokopan je u Kleveu.
3. rujna 1966. njegove su relikvije prebačene u katedralu sv. Stjepana. 

## Beatifikacija
Proces beatifikacije započeo je 1977., a proglas o njegovom mučeništvu objavljen je 12. siječnja 1996. godine 
Papa Ivan Pavao II. proglasio ga je blaženim na Olimpijskome stadionu u Berlinu 23. lipnja 1996. Postupak kanonizacije započet je 2007.

## Vanjske poveznice

### Sestrinski projekti
|  | Zajednički poslužitelj ima još gradiva o temi Karl Leisner |

### Mrežna mjesta
- Internationaler Karl-Leisner-Kreis – Karl Leisner  Arhivirana inačica izvorne stranice od 26. lipnja 2022. (Wayback Machine) (njem.)
- Njemačka nacionalna knjižnica: bibliografija Karla Leisnera i knjige o Karlu Leisneru (njem.)
- Priester- und Bildungshaus Berg Moriah: Karl Leisner  Arhivirana inačica izvorne stranice od 21. svibnja 2022. (Wayback Machine) (njem.)
- Gedenkstätte Deutscher Widerstand: Karl Leisner (njem.)